# Geomytologie
Geomytologie je poměrně novou vědní disciplínou, zabývající se zkoumáním geologických a paleontologických jevů, zobrazených v lidské mytologii. Tento název byl poprvé zaveden roku 1968 Dorothy Vitalianovou, geoložkou z Univerzity v Indianě (USA).

## Oblast zájmu
Geomytologie si všímá veškerých lidských mýtů a pověstí (především domorodých národů a starých civilizací), které mohou vypovídat o zvláštních geologických jevech v minulosti (sopečná činnost, zemětřesení, tsunami apod.). Její příbuznou disciplínou je také zatím neoficiální obor protopaleontologie, který zkoumá vliv objevování fosilních pozůstatků (kosti dinosaurů, mamutů aj.) na utváření pověstí a mýtů o bájných zvířatech ve starověku a středověku. V roce 2004 byl oficiálně ustanoven přehled všech prací na témata spadající do této kategorie pod názvem "Myth and Geology" (na 32. mezinárodním geologickém kongresu). Významnou postavou v tomto rozvíjejícím se oboru je zejména americká etnoložka Adrienne Mayorová, autorka mnoha knih o předvědeckém objevování a interpretaci fosilií.
Mnohé mýty podobného druhu jsou založeny na skutečných objevech fosilií dávno vyhynulých tvorů, například v polských Svatokřížských horách (lokalita Kontrewers) byly pravděpodobně po staletí uctívány tříprsté fosilní stopy raně jurských ptakopánvých dinosaurů (ichnorod Moyenisauropus) a konaly se u nich magické či okultní rituály (jak dokládají dochované petroglyfy, objevené v jejich těsné blízkosti).